# Lampe à vapeur de sodium
 (avril 2014).
Si vous disposez d'ouvrages ou d'articles de référence ou si vous connaissez des sites web de qualité traitant du thème abordé ici, merci de compléter l'article en donnant les références utiles à sa vérifiabilité et en les liant à la section « Notes et références ».

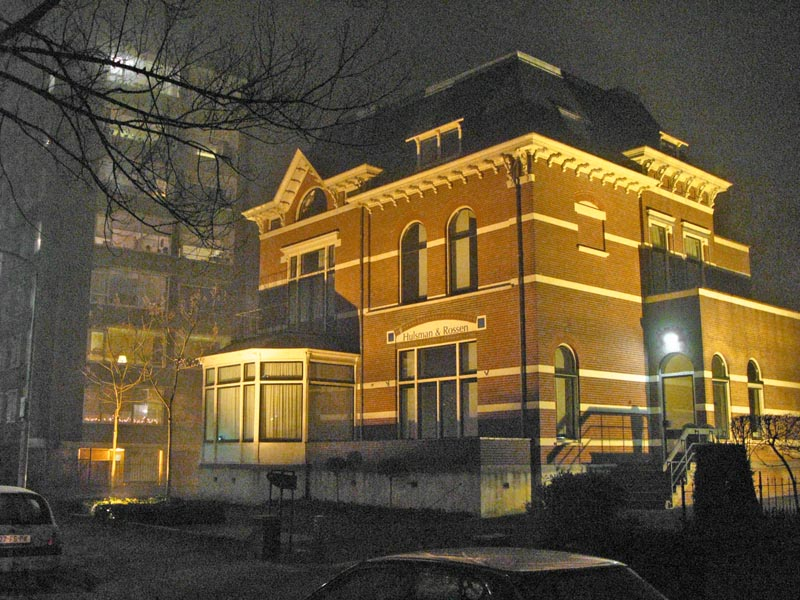
Éclairage urbain décoratif (immeuble de bureau) assuré par un éclairage au sodium haute pression. Ici, l'éclairage de bas en haut illumine en grande partie le ciel et peut éblouir les riverains, ce qui est considéré comme une « nuisance lumineuse ». Il contribue aussi à la « pollution lumineuse ».

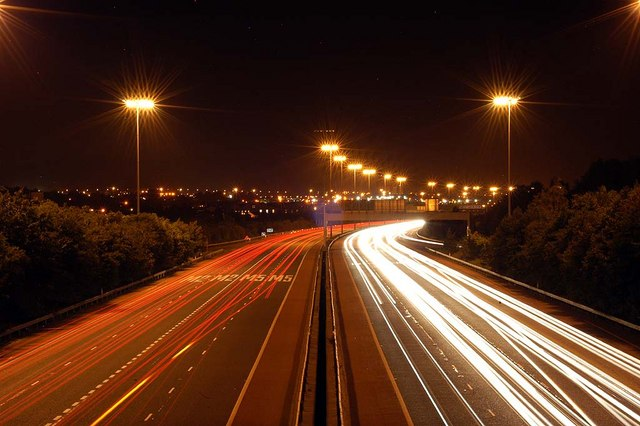
Autoroute éclairée par des projecteurs équipés de lampes à sodium.

Une lampe à vapeur de sodium est une lampe à décharge pour laquelle la luminescence est produite dans une vapeur de sodium. On distingue les lampes à vapeur de sodium basse pression, qui émettent une lumière dont la couleur tire sur le jaune, et les lampes à vapeur de sodium haute pression, de couleur un peu plus orangée. Ces lampes sont couramment utilisées pour l'éclairage public.

## Historique

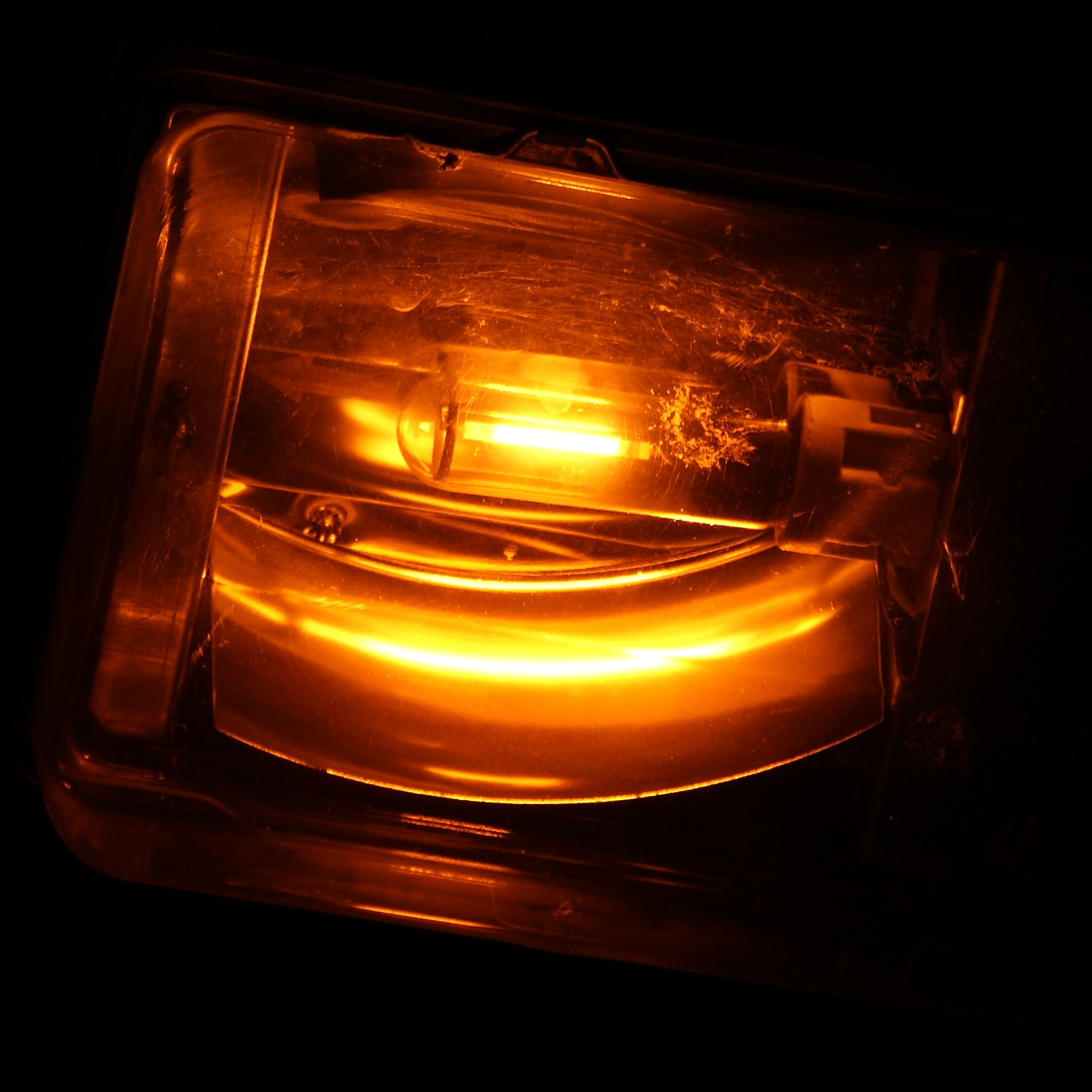
Luminaire fonctionnant avec une lampe à vapeur de sodium haute pression.

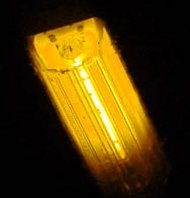
Lampadaire (sodium basse pression) à pleine puissance.

L'emploi de la vapeur de sodium comme source de lumière remonte à l'utilisation de tourbe combustible, où la lumière orange de la flamme était faussement attribuée au soufre. Ce n'est qu'au milieu du XIXe siècle, avec l'avènement des tubes à décharge sous basse pression et des arcs au carbone, que l'on étudie l'usage du sodium et de ses sels pour l'éclairage. Ce n'est cependant que vers les années 1930 que les premières lampes à vapeur de sodium métallique verront le jour grâce à l'élaboration par Arthur Compton d'un verre au borate résistant aux alcalins, mais à mesure que la pression de vapeur et la température de décharge sont augmentées, la lampe se détériorait irrémédiablement au bout de quelques secondes.
En 1932, Philips et Osram, respectivement aux Pays-Bas et en Allemagne, commercialisent les premières lampes de ce type qui seront employées immédiatement pour l'éclairage routier. Avec une efficacité lumineuse de 55 lm/W, ces sources étaient les plus économiques à l'époque. La technologie de ces lampes a énormément évolué jusque dans les années 1950. Leur morphologie a ensuite peu changé.
Leur très mauvais rendu des couleurs et leurs dimensions plutôt grandes ont limité leurs applications à l'éclairage des grands axes routiers  comme les autoroutes, les routes nationales et départementales, et de certains espaces industriels. De ce fait, il a été très tôt envisagé d'accroître la pression de vapeur afin de dissiper plus de puissance par unité de longueur, et d'enrichir le spectre émis afin de rendre la lumière plus agréable à l'œil. Cependant, ces lampes se sont surtout répandues dans les pays soumis à un climat froid et humide, principalement l'Irlande, le Royaume-Uni, la Belgique, les Pays-Bas, le Luxembourg, l'Allemagne et les pays scandinaves, tandis que les autres pays à climat tempéré et chaud préféraient utiliser, à l'époque, les lampes à vapeur de mercure.
Un aspect crucial de ces sources, qui a fait l'objet d'efforts considérables de recherche et de développement, est l'isolation thermique du tube à décharge. Les premières lampes employaient un tube à décharge accouplé à un vase de Dewar transparent, similaire à ceux présents dans les bouteilles thermos. Bien que l'isolation thermique fût satisfaisante à l'époque, ces bouteilles externes avaient l'inconvénient de se salir rapidement de l'intérieur. Ce problème fut résolu au milieu des années 1950 avec un design monopièce où le tube à décharge était enclos dans une enceinte tirée sous vide. L'isolation thermique fut améliorée mais avec des gaines de verre qui avaient l'inconvénient de rendre ces lampes plutôt lourdes et fragiles.
Une amélioration majeure fut le remplacement de ces gaines par un film transparent d'or, d'argent ou de bismuth déposé sur la surface interne de l'ampoule externe, réfléchissant le rayonnement infrarouge vers le tube à décharge. Ce n'est qu'à la fin des années 1950 que l'on découvre que le saphir synthétique est résistant aux vapeurs de sodium.
Ainsi une première lampe à haute pression est fabriquée en 1958 dans les laboratoires de Thorn, en Grande-Bretagne. Cependant, ce n'est qu'avec le développement de tubes en alumine polycristalline, et des scellements adéquats, qu'une lampe commerciale verra le jour en 1964. Bien que la barrière des 100 lm/W fût atteinte avec cette technologie, l'emploi de ces films minces posait le problème de l'absorption de la lumière émise par la décharge électrique. Ce problème fut en partie résolu avec l'emploi de dioxyde d'étain pour le film, puis d'oxyde d'indium et d'étain qui permit d'atteindre, au début des années 1980, les 200 lm/W, une limite qui à ce jour n'a pas été dépassée.
Pour les lampes commercialisée en 2020, on admet communément des valeurs de 120W pour les hautes pressions et 150W pour les basse pressions, les ajustements de couleur diminuant  le rendement et la durée de vie (voir ci-dessous). Pour rappel, les lampes LED atteignent à la même époque 90 à 100lm/W,
Les premières lampes faites en laboratoire avaient un remplissage de vapeur de xénon et de sodium, mais pour des raisons pratiques, du mercure a été rajouté.

## Technologie

### Basse pression

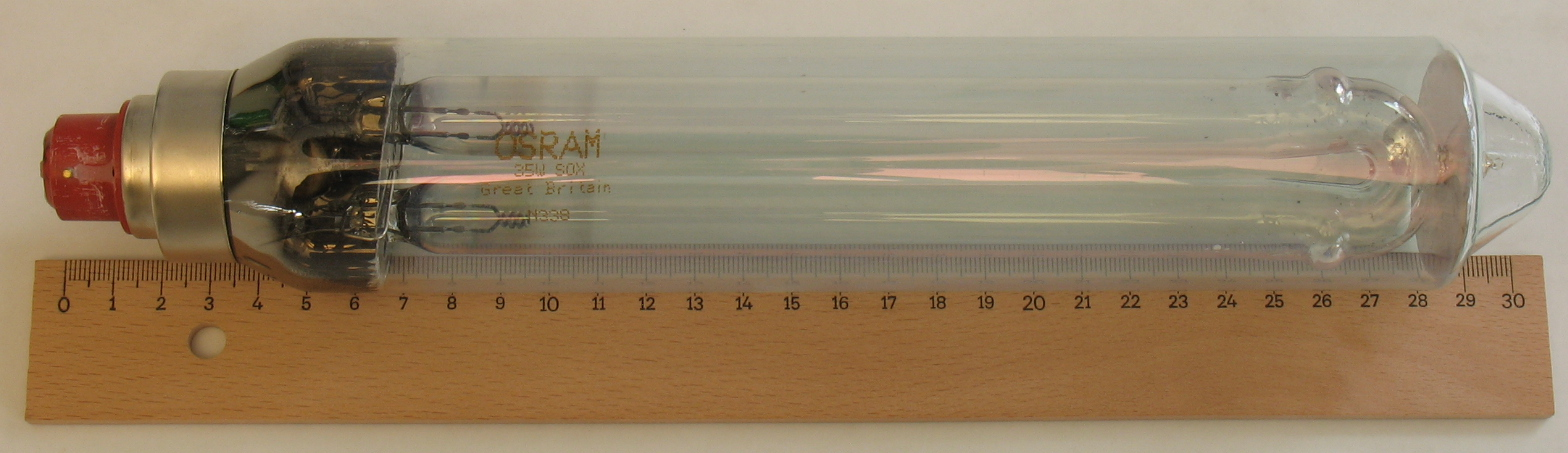
Ampoule d'une lampe LPS.

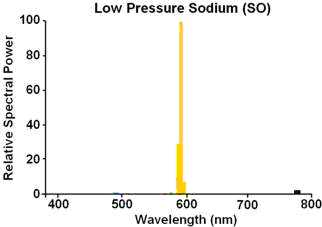
Spectre d'une lampe au sodium basse pression : la bande jaune intense est due au sodium ; 90 % de la lumière visible de ce type de lampe est émise dans cette bande.

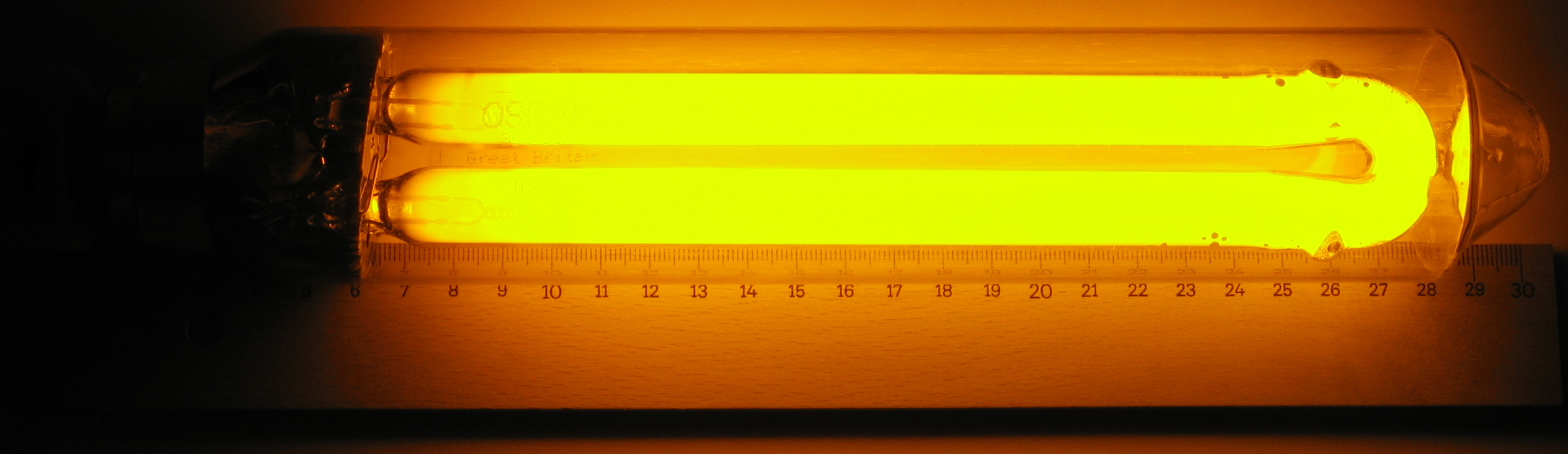
La même allumée.

Les lampes à vapeur de sodium sous basse pression (LPS) sont composées d'un tube à décharge plié en forme de U en verre situé à l’intérieur d’une ampoule en verre externe tirée sous vide.
Le tube à décharge est rempli d'un mélange néon (99 %) argon (1 %) sous basse pression permettant l'amorçage de la décharge et l'échauffement du sodium jusqu'à 260 °C.
Le tube est fabriqué à base de verre sodocalcique recouvert d'une couche mince de verre au borate, résistant à la vapeur du métal alcalin. Ce tube est pourvu à ses extrémités d'électrodes recouvertes d'oxydes de terres rares pour une bonne émission électronique.
L'ampoule externe a un vide dont la qualité est maintenue grâce à des miroirs de baryum situés près de la douille. Une pastille de zirconium est souvent employée pour craquer les vapeurs d'hydrocarbures qui peuvent être présentes. Un film d'oxyde d'indium et d'étain, d'une épaisseur de 0,3 micromètre, recouvre l'intérieur de l'ampoule externe. Ce revêtement est conçu pour réfléchir les rayonnements infrarouges vers le tube à décharge.

### Haute pression
Pour les articles homonymes, voir HPS.

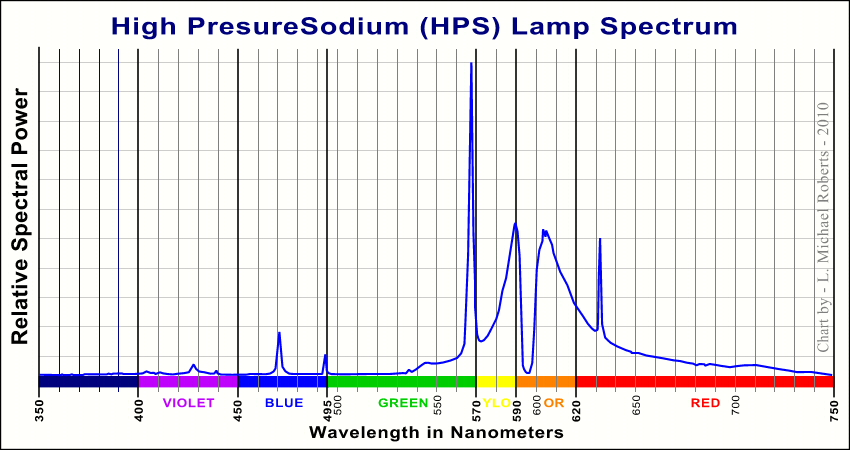
Spectre typique d'une lampe au sodium haute pression.

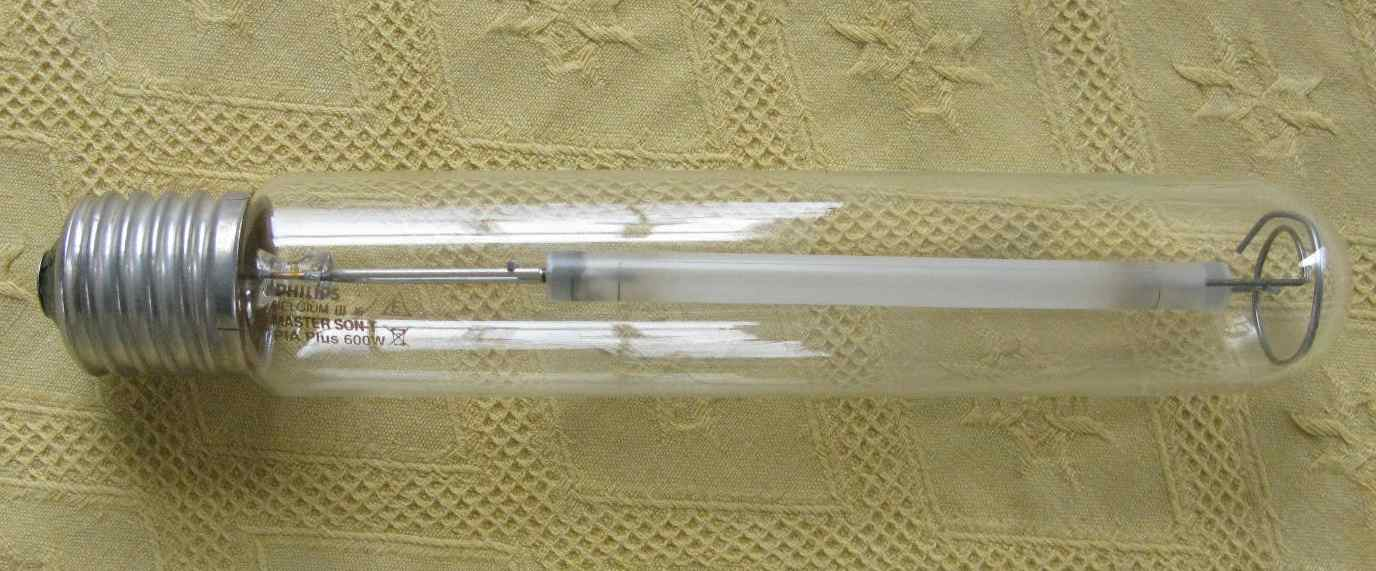
Lampe au sodium haute-pression ; Philips SON-T Master 600 W.

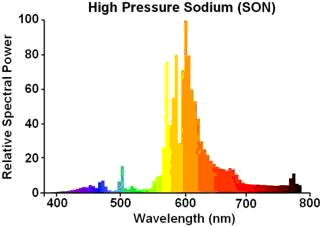
Autre manière de représenter un spectre d'émission (ici d'une lampe SON Philips).

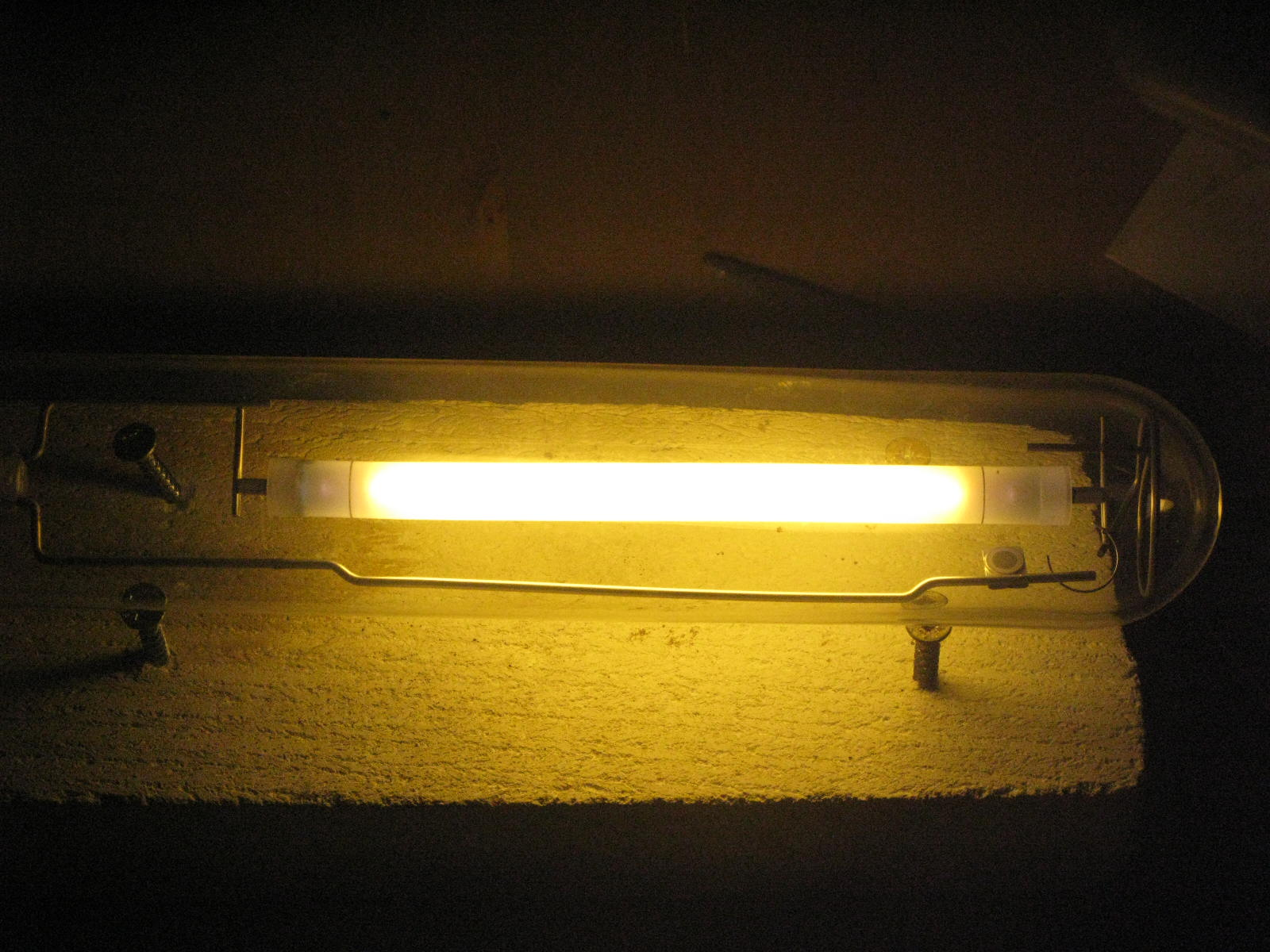
La même lampe en fonctionnement.

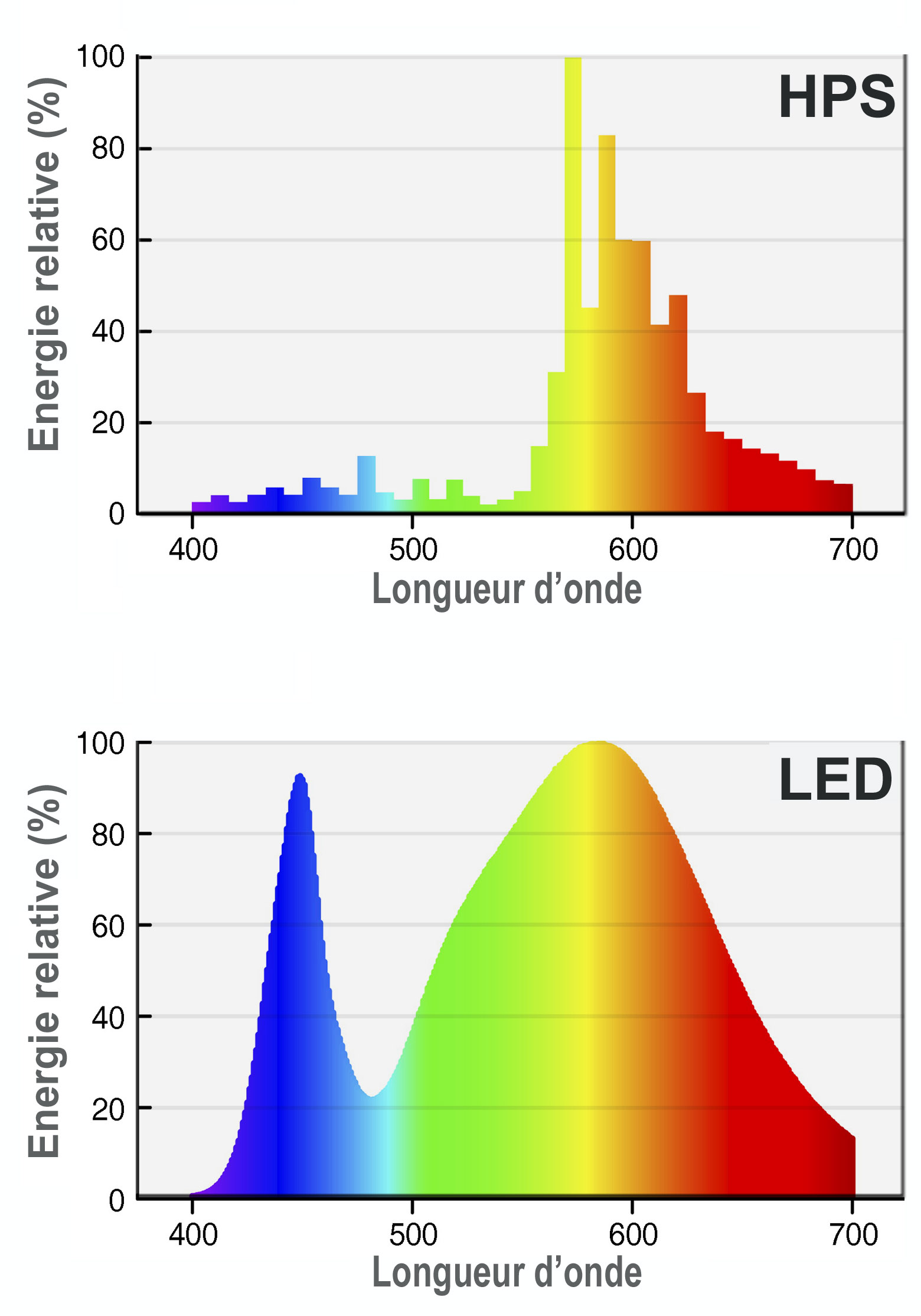
Spectres de lampes 1) sodium haute pression et 2) LED testées pour leur caractère plus ou moins attractif sur les insectes (l'étude a montré que le spectre lumineux de la LED était beaucoup plus attractif pour les insectes).

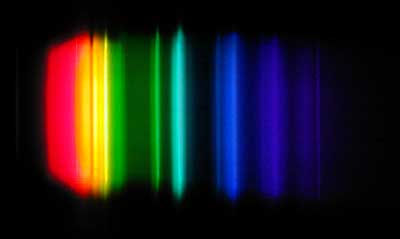
Spectre d'une lampe à sodium haute-pression. La bande rouge-jaune sur la gauche est correspond à l'émission du sodium ; la ligne turquoise est due à la décharge du sodium à basse pression, qui devient intense à haute pression. Les autres lignes (vert, bleu et violet) proviennent principalement du mercure.

Les lampes à vapeur de sodium sous haute pression (SHP ou en anglais HPS) apparurent pour la première fois sur le marché au début des années 1970. Plus économiques que les lampes à vapeur de mercure tout en ayant un flux lumineux supérieur, elles se sont généralisées pour l'éclairage public dans les années 1980 avec la baisse du prix, l'optimisation énergétique et l'augmentation de la durée de vie. Elles utilisent d'autres composés chimiques pour des raisons pratiques. Cependant, seul le sodium est responsable de l'émission lumineuse, le xénon et le mercure ne servant qu'à permettre à la lampe de démarrer, et à fixer les bonnes propriétés électriques de l'arc.
À la différence des sources basse pression qui sont caractérisées par un rayonnement quasi monochromatique orange, les lampes fonctionnant sous haute pression présentent des interactions entre les différents éléments donnant un spectre superposé de bandes et de raies discrètes.
Ainsi, la lumière de ces lampes est considérée comme de meilleure qualité, car contenant d’autres couleurs que l'orange. C'est cette caractéristique qui donne à ces lampes une excellente efficacité lumineuse, l'œil étant plus sensible aux longueurs d'onde émises. Pour ces deux raisons, ces sources éclairent la grande majorité des routes et des industries du monde, même si l'IRC reste médiocre du fait de la forte prédominance de la teinte jaune-orange (relativement saturée dans le spectre).
Deux types de lampes produisant une lumière plus blanche ont été développés dans les années 1980.
- Le premier type de lampe a un CRI de Ra65, comparé à Ra20 pour les lampes traditionnelles, et une température de couleur de 2 200 K au lieu de 2 000 K. Ces changements sont obtenus par l'accroissement de la température et de la pression de vapeur, dont les effets secondaires ont un rendement moins bon et une durée de vie décrue. Malgré ce changement, la qualité de la lumière ne convient toujours pas à un usage commercial. Ces lampes trouvent leur emploi en centre-ville et dans les quartiers résidentiels.
- Le deuxième type de lampe a une pression et une température encore plus élevées, donnant une lumière dont la couleur est proche de celle d'une lampe à incandescence. C'est donc tout naturellement, avec un CRI de Ra80 et une température de couleur de 2500-2700 K, que ces lampes à sodium blanches ont trouvé une application dans l'éclairage commercial, pour lequel on cherche à obtenir un environnement chaleureux. Cependant, leur rendement et leur durée de vie moindres ne leur donnent pas une fiabilité pour l'éclairage urbain.

La famille des lampes à vapeur de sodium standard s'étend de 35 W jusqu'à 1 000 W, avec une efficacité lumineuse de 90 lm·W-1 jusqu'à 140 lm·W-1, ce qui en fait une source de choix pour un éclairage économique. 
Les lampes HPS se distinguent en plusieurs formes entre les lampes de forme ovoïde (semblables aux lampes à vapeur de mercure) et les lampes tubulaires qui sont les plus utilisées et les plus répandues, parmi les lampes ovoïdes se distinguent également deux versions, une version transparente et une version poudrée; les HPS ovoïdes ont été conçues afin de pallier l'inconvénient de certains luminaires ou applications incompatibles pour recevoir des lampes tubulaires. Les ovoïdes poudrées quant à elles sont très utilisées dans des luminaires équipés de vasques/couvercles opaques blancs mieux adaptés pour la diffusion de la lumière et de donner une ambiance fluorescente, principalement dans l'éclairage résidentiel, ces dernières sont également utilisées dans certains cas afin de vouloir une lumière plus assez fluorescente plus douce et moins agressive pour les yeux, c'est le cas sur certains luminaires où l'optique réfléchit mal le flux lumineux.
Des puissances standards de lampes tubulaires claires peuvent être :
- 50 W
- 70 W
- 100 W
- 150 W
- 250 W
- 400 W
- 600 W
- 1000 W

Le choix de la puissance W d'une lampe dépend principalement de l'intensité et la quantité lumineuse recherchée (exprimée en lumens), et de la hauteur des luminaires et mâts par rapport aux sols, dans l'éclairage public des rues à trafic faible et moyen les lampes de 50 à 150 W sont principalement utilisées, les lampes de 250 à 400 W sur les axes routiers à trafic plus important (comme les carrefours routiers ou les voies d'autoroutes), les lampes de forte puissance de 400, 600 et 1000 W sont principalement utilisées pour des applications de grandes hauteurs comme des pylônes d'éclairage très utilisés dans certains échangeurs autoroutiers, dans les pistes d'aéroports voire les gares de triage), et également dans certains sites industriels.

### Alimentations électriques
Les lampes au sodium n'ayant pas un comportement linéaire, requièrent un ensemble d'appareils pré-disposés pour les faire fonctionner, et ne peuvent pas être directement alimentées par le secteur à l'instar des lampes classiques à usage domestique (maisons, appartements). Un ballast (en version adaptée par rapport à la puissance de la lampe), un démarreur (ou starter en anglais) et un condensateur sont indispensables afin de réguler en temps réel le courant qui permettra d'alimenter la lampe, en toute sécurité sans risque d'endommagement voire de casse des appareils et/ou de la lampe.
À l'exception des lampes de 18 watts, tous les modèles jusqu'à 180 watts ont une tension d'amorçage supérieure à 250 volts. De ce fait, la plupart de ces lampes sont alimentées par un autotransformateur à dispersion dont la tension au secondaire en circuit ouvert est de 450 V.
Depuis les années 1980, il existe des systèmes d'alimentation dits hybrides composés d'une inductance et d'un amorceur haute tension. L'inductance est conçue de telle manière que le troisième harmonique de courant soit important. L'onde de courant résultante est plus carrée que sinusoïdale, propriété qui accroît le rendement de ces lampes.

## Horticulture

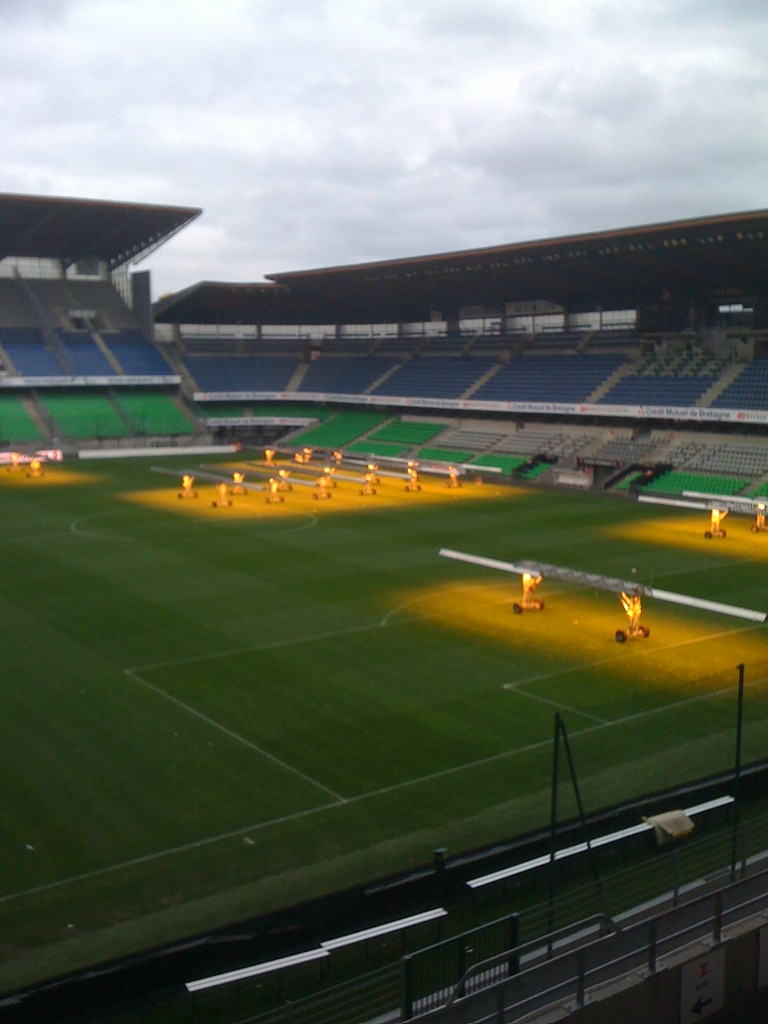
Des lampes à sodium utilisées pour l'entretien du gazon du Roazhon Park à Rennes.

Ces lampes sont très pratiques pour faire pousser des plantes en tout genre en intérieur. Elles permettent de transformer les courts jours d'hiver en beaux jours d'été. Deux types de lampes utilisées par les professionnels sont aujourd'hui disponibles pour les amateurs.
- Les lampes aux halogénures métalliques (HMI ou metal halide) produisent une lumière blanche qui favorise la pousse des plantes. La lumière produite est proche de la lumière du jour. La forte proportion de bleu dans le spectre de couleurs émises par les lampes HMI est bien adaptée pour la période végétative (pousse des plantes)

- Les lampes au sodium à haute pression (HPS) émettent une lumière orange et leur spectre de couleurs est mieux adapté pour la floraison ou la fructification. Des lampes HPS « spéciales » horticoles intègrent dans leur spectre de « l'extrême rouge » particulièrement apprécié lors de la floraison. On peut les utiliser seules ou en complément d'une lampe blanche (HMI) pour réussir de superbes floraisons.

Ces lampes sont une source ponctuelle de lumière préférable pour les plantes à une source linéaire comme les tubes fluorescents.

## Théorie de fonctionnement
1. Initialement, il y a ionisation du néon (Ne) ce qui produit une lumière rouge et un échauffement progressif ;
2. À la température de 98 °C, il y a vaporisation du sodium (Na), s'ensuit son ionisation et la production d'une lumière jaune ;
3. Après environ 10 minutes, la température est d'environ 200 °C puis il y a une stabilisation aux environs de 270 °C.

## Impacts écologiques
Les lampes basse pression émettant principalement dans les raies du doublet du sodium engendrent une pollution lumineuse bien moindre que les lampes haute pression qui ont un spectre plus complet. Les astronomes amateurs peuvent le filtrer aisément.

## Sécurité
Le sodium s'enflammant spontanément dans l'air, le bris de l'ampoule (interne) au sodium provoque une flamme. Comme la quantité de sodium est faible, elle ne dégage pas une très grande énergie[réf. souhaitée] mais peut enflammer des matériaux voisins ; il faut donc éviter de casser ces lampes à proximité de matériaux combustibles (vêtements, paille, papier, carton, poudres métalliques, hydrocarbures...).